# Hester Stanhope
Lady Hester Lucy Stanhope (Chevening, Kent, Anglaterra, 12 de març de 1776-Joun, Líban, 23 de juny de 1839) va ser una excèntrica aristòcrata anglesa i és recordada per ser considerada com la Reina blanca de Palmira, a Síria; addicionalment va ser una intrèpida viatgera i exploradora en una època en la qual a les dones no se'ls permetia ser aventureres i, finalment, va morir com una eremita a Joun, al Líban.

## Primers anys
Lady Hester Stanhope va néixer a Kent, en el si d'una família de l'aristocràcia anglesa, va ser la més gran de les tres filles d'un polític anglès, Lord Charles Stanhope, i la seva muller, Lady Hester Pitt. Lord Stanhope va ser un personatge excèntric molt aficionat a les ciències, la política i sobretot a la literatura. La seva mare, Lady Pitt, era germana del Primer Ministre, William Pitt.

## Joventut
Hester Stanhope va ser educada amb institutrius, però des de la seva infantesa va demostrar ser diferent de la resta de les nenes de la seva posició social, no li interessava seguir les pautes d'educació d'una aristòcrata, com la dansa, la música i la pintura, perquè l'avorrien, a més tenia una personalitat forta amb gran tendència al lideratge natural, sentia atracció per la caça, els cavalls i allò relacionat amb les aventures i exploracions. Lady Hester, a més, era una dona d'elevada estatura (1,8 m.), de complexió amazònica i de gran desvergonyiment i aparença, dotada de gran enginy i intel·ligència.
Stanhopea créixer a la casa paterna de Chevening fins a principis de 1800. Quan va fer 24 anys, el seu pare la va enviar a viure amb el seu oncle William Pitt i la seva àvia, Hester Pitt, comtessa de Chatham, al castell de Walmer a Burton Pynsent. La relació entre Lady Hester i el seu oncle, el ministre William Pitt (el Jove), va arribar a ser molt estreta, a l'extrem d'assumir Lady Hester des d'agost de 1803 el paper d'una pseudo-esposa (Pitt era solter), i li va professar una gran admiració. En aquesta posició Hester Stanhope es va transformar en la seva amfitriona i ajudava a donar la benvinguda als convidats. Durant aquelles vetllades es va fer coneguda per la seva bellesa majestuosa i la seva conversa animada i intel·ligent; però molt franca. La seva personalitat era divertida per a la majoria dels seus amics; no obstant això, també va fer enemics que molt més tard li jugarien en contra. Lady Hester tenia talent per als negocis i quan Pitt estava fora de l'oficina actuava com a secretària privada. També va ser la promotora principal dels jardins de Walmer Castle, i en aquesta època, Lady Hester va aprendre l'art de la jardineria.
L'animat i ordenat món del qual gaudia Lady Hester Stanhope va acabar el dia que William Pitt va morir després d'una llarga malaltia, al 1806 als 47 anys. Les influències socials van desaparèixer i el món de Hester Stanhope, que aleshores tenia 38 anys, es va tornar solitari. La pensió vitalícia no li arribava per mantenir l'estil de vida que tenia quan Pitt vivia. Lady Hester Stanhope va decidir llavors prendre decisions i finançar-se un viatge a un dels llocs més exòtics, l'Orient.

## LaReina Blanca de Palmira
El 10 de maig de 1810, Lady Hester, el seu germà, i un reduït seguici de criats va iniciar el viatge travessant Europa, es van embarcar en un vaixell grec rumb a Constantinoble, Turquia, i després va viatjar a Egipte, on va conèixer Mohamed Alí, el baixà d'Egipte, que la va convidar durant la seva estada a la ciutat de Damasc, al seu palau a Ezbekieh. A més l'acompanyava el seu metge de capçalera, Charles Meryon, que va ser el seu biògraf i potser el seu millor amic en aquesta part de la seva vida fins al 1817. Va ser la primera dona anglesa que va entrar a la Gran Piràmide. Va naufragar en el trajecte cap al Caire, i hi va perdre tota la roba; en arribar a l'illa de Rodes, començà aleshores a vestir-se d'home, amb gel·laba, turbant i babutxes. En descobrir un misteriós mapa que suggeria que hi havia un tresor enterrat a la ciutat d'Ascaló, sota les ruïnes d'una mesquita, va emprendre excavacions a Palestina. Va visitar harems, va fumar pipes, va impressionar el pobles àrabs amb el seu domini de l'equitació.
Estant a Damasc, Hester Stanhope es va sentir atreta pels exòtics costums i estil de vida dels beduïns i va començar a adoptar els seus costums i maneres, vestint-se com un drus. En aquest lloc va sentir parlar de la gran ciutat romana en ruïnes de Palmira, distant 200 km de Damasc, un lloc retirat a Síria molt perillós d'arribar, i habitat en el trajecte per beduïns i bandolers que vivien al desert. Mai no havia arribat fins allà cap europeu. El 14 d'abril de 1813, Lady Hester va prendre la decisió de noliejar una caravana de 50 camells, un nodrit seguici de criats, i va contractar un grup de beduïns armats i uniformats com a guàrdia pretoriana. Lady Hester va pretendre imitar la mítica reina Zenòbia que va desafiar els romans el 270 dC.

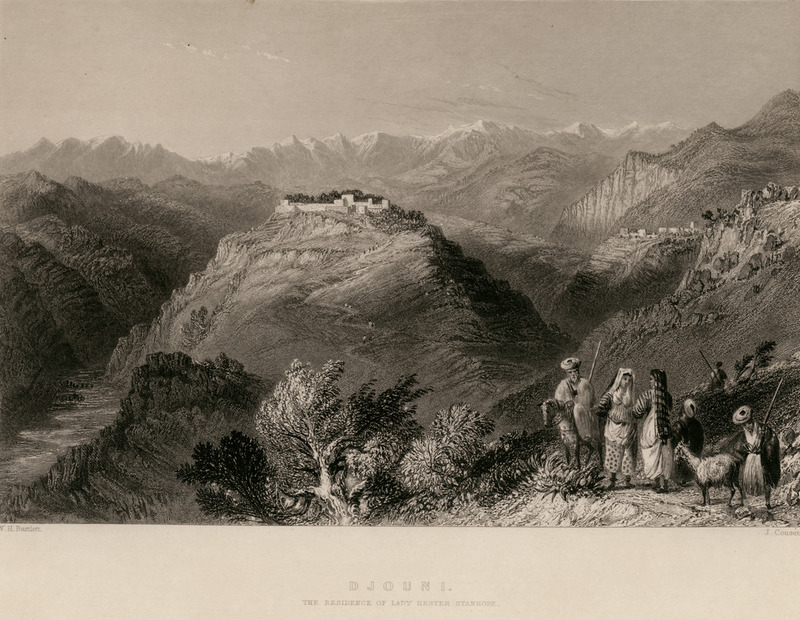
Joun. Residence de Lady Hester Stanhope

El 29 de març de 1813, la comitiva arribava a la ciutat de Palmira, i va ser rebuda esplèndidament pels nòmades àrabs que hi habitaven. Lady Hester Stanhope es va guanyar l'admiració i el respecte dels àrabs del lloc, els quals la van anomenar la Reina blanca de Palmira. Lady Stanhope va tornar uns anys més tard a Damasc i allí, a Joun, 50 km. al sud de la capital del Líban, va trobar un monestir abandonat del temps de les Croades, prop de Sidó, al Líban. El va llogar i és on va decidir viure, reconstruint-lo en part. Aquest lloc estava envoltat d'arbres, prop del mar Mediterrani, el va transformar en un gran palauet rústic i en un dels patis va conrear un jardí de roses digne de l'Edèn. El seu metge, Charles Meryon, va tornar el 1817 a Anglaterra.

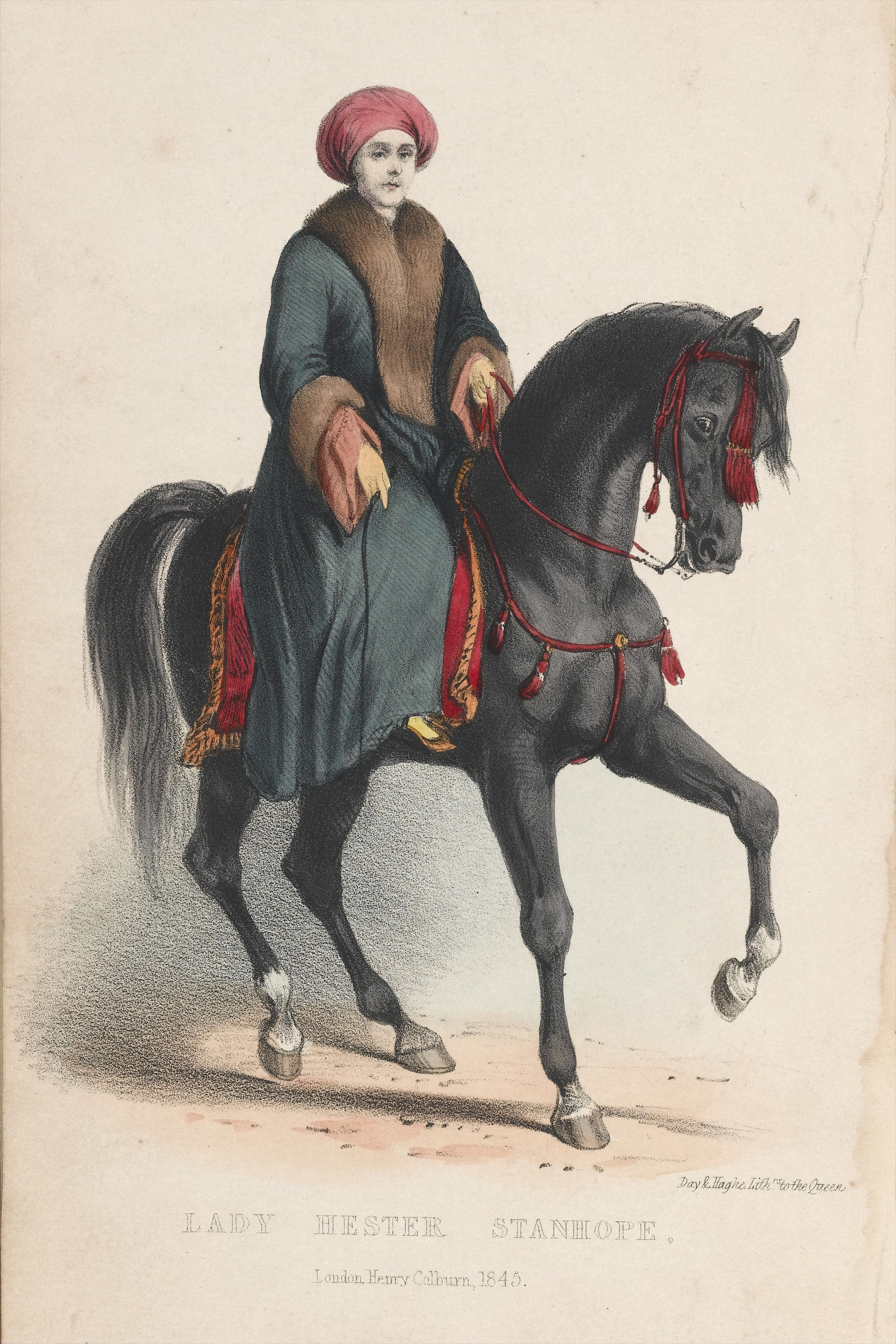
Lady Hester Stanhope vestida d'home

Lady Hester Stanhope hi va viure com una autèntica princesa drusa, rebent els visitants europeus que s'aventuraven per aquests llocs. Es va fer una gran fama a les colònies angleses com a dona exòtica i bona amfitriona. Al llarg dels anys havia coincidit amb Lord Byron a Atenes, amb el polític i poeta Lamartine, el cònsol i explorador Richard Francis Burton, el viatger i escriptor William Kinglake, l'historiador Burckhardt, o l'arqueòloga Gertrude Bell.
El principi de la fi va venir el 1836, quan el govern britànic li va embargar la pensió que se li havia concedit, a causa dels grans deutes contrets amb els seus creditors per la fracassada expedició planificada trobar el tresor a la ciutat d'Ascaló. Després de l'embargament, la situació econòmica de Lady Stanhope va començar a deteriorar-se greument a tal extrem que va acomiadar els seus servents. Va començar a viure una vida com a eremita en estat d'abandonament, envoltada d'una dotzena de gats, andròmines i deixant-se veure només ocasionalment.

## Final de la vida
El 1837, finalment va caure greument malalta i el doctor Meryon va viatjar a Damasc per poder assistir-la. El 22 de juny de 1839, Lady Stanhope moria a Joun. Va ser inhumada en un dels seus jardins i el seu castell va ser segellat pel cònsol anglès a Damasc.

## Obra
Tres volums de viatges i tres de memòries es van publicar després de la seva mort i recullen els viatges extraordinaris que va fer.